# Nam-gu, Ulsan
Quận Nam (Nam-gu) là một quận của Ulsan, Hàn Quốc. Tên của nó có nghĩa là "phường ở phía Nam".

## Lịch sử
Quận Nam được thành lập vào 15 tháng 7 năm 1985. Vào 1 tháng 1 năm 1995, thành phố Ulsan Nam-gu được hợp nhất sau khi sáp nhập thành phố Ulsan và huyện Ulsan. Vào 15 tháng 7 năm 1997, thành phố đô thị Ulsan Namgu được thành lập sau khi Ulsan được nâng cấp lên đô thị.

## Phân cấp hành chính
Quận Nam được chia thành nhiều phường. Các phường bao gồm:
- Daehyeon-dong (대현동)
- Dal-dong (달동)
- Mugeo-dong (무거동)
- Ok-dong (옥동)
- Samho-dong (삼호동)
- Samsan-dong (삼산동)
- Seonam-dong (선암동)
- Sinjeong 1-dong (신정1동)
- Sinjeong 2-dong (신정2동)
- Sinjeong 3-dong (신정3동)
- Sinjeong 4-dong (신정4동)
- Sinjeong 5-dong (신정5동)
- Suam-dong (수암동)
- Yaeum-Jangsaengpo-dong (야음장생포동)

## Vận chuyển
Đường cao tốc Ulsan chạy đến phía Tây của quận Nam và nối với Eonyang ở Ulju. Đường cao tốc Busan–Ulsan chạy từ phía Nam từ huyện Ulju đến Quận Haeundae ở Busan.

## Thành phố kết nghĩa
Seocho-Gu, Seoul, Hàn Quốc
Liaoyang, Trung Quốc

## Liên kết
- Trang chính thức (tiếng Anh)
- Trang chính thức (tiếng Hàn)